# پیست اسب‌دوانی لونشان
پیست اسب‌دوانی لونشان (فرانسوی: Hippodrome de Longchamp‎ [ipodʁom də lɔ̃ʃɑ̃]) یک میدان مسابقه اسب‌دوانی ۵۷هکتاری واقع در روت دِ تریبون پارک بولونی پاریس است که سال ۱۸۵۷ بر کرانه رود سن احداث شد.
این پیست برای کورس اسب‌دوانی فلت مورد استفاده قرار می‌گیرد و به خاطر تنوع مسیرها و تپهٔ چالش برانگیزش شهرت دارد.